# Werner Hunstein
Werner Hunstein (* 8. August 1928 in Kassel; † 16. Februar 2012 in Heidelberg) war ein deutscher Mediziner.

## Leben
Werner Hunstein legte 1947 die Abiturprüfung ab. Er studierte Medizin in Freiburg im Breisgau und schloss es mit einer Dissertation über Lymphogranulomatose bei Ludwig Heilmeyer ab.
Hunstein wurde 1972 an die Medizinische Poliklinik in Heidelberg berufen. Er baute die Abteilung Hämatologie, Onkologie und Rheumatologie auf und leitete sie.

## Erkrankung an Amyloidose
Hunstein erkrankte 2001 schwer. Im Dezember 2004 wurde Amyloidose diagnostiziert, genauer eine Systemische Leichtketten-(AL)-Amyloidose als eine von 20 bekannten Formen der Amyloidose. Im Frühling 2005 wurde er mit einer Chemotherapie behandelt, um eine weitere Verdickung der Herzscheidewand zu verhindern. Die Krankheit galt als unheilbar, Hunstein war ab August 2006 austherapiert.

### Therapie mit Grünem Tee
Zwei seiner ehemaligen Oberärzte berichteten Hunstein, dass der Molekularmediziner Erich Wanker am Max-Delbrück-Centrum für Molekulare Medizin, Berlin, herausgefunden habe, dass ein Inhaltsstoff des Grünen Tees, Epigallocatechingallat (EGCG), Ablagerungen von Amyloiden verhindere und sogar auflösen könne, und empfahlen ihm den Konsum grünen Tees. Hunstein trank daraufhin zwei Liter Grünen Tee pro Tag. Seine gesundheitliche Situation verbesserte sich spürbar und trotz der Bedenken, von seinen Kollegen nicht ernst genommen zu werden, entschied er sich 2007 zu einer Veröffentlichung in der medizinischen Fachzeitschrift Blood. Sein Bericht fand ein gewisses Echo in der deutschen Presse.
Über die neue Therapieoption hat Werner Hunstein zusammen mit anderen Wissenschaftlern weiter publiziert.
Auch wenn es noch weitere vereinzelte Hinweise zu der Wirksamkeit des Therapieansatzes gab, haben sie bislang nicht zu einer breiteren Anwendung geführt. Eine randomisierte Studie der Universität Heidelberg ergab keine bessere Wirkung der Substanz als Placebo.